# Heliamphora tatei
Heliamphora tatei, biljna vrsta iz porodice saracenijeki. Vrsta je dobila ime po Georgeu Tateu, jednom od botaničara koji je proveo preliminarno istraživanje tepuija Cerro Duida u Venezueli. Vrsta raste na visinama od 1700 do 2400 m na tepuima Cerro Duida, Cerro Huachamacari i Cerro Marahuaca.
H. tatei je najviša vrsta među mesožderskim vrstama helijamforama, a tijekom sazrijevanja njezina stabljika postaje drvenasta, i može narasti do 2 metra visine. Drvenasta struktura stabljike pomaže biljci da nosi uobičajene vrčeve (stupica za insekte) iznad okolnog lišća njenog grmovitog ili šumovitog staništa.

## Podvrste
- Heliamphora tatei var. neblinae (Maguire) Steyerm.

## Sinonimi
- Heliamphora macdonaldae Gleason
- Heliamphora tatei f. macdonaldae (Gleason) Steyerm.
- Heliamphora tatei var. macdonaldae (Gleason) Maguire
- Heliamphora tyleri Gleason